# Kiss Irén (író)
Kiss Irén (Budapest, 1947. szeptember 25. – 2023. szeptember 8.) magyar író, költő, színműíró, az irodalomtudományok kandidátusa (1992).

## Életpályája
Szülei: Kiss Flórián és Tóth Margit voltak. 1967–1972 között az Eötvös Loránd Tudományegyetem Bölcsészettudományi Kar (ELTE BTK) magyar–olasz szakos hallgatója volt. 1972–1983 között a Magyar Rádió munkatársa volt. 1983–1989 között a The New Hungarian Quaterly szerkesztőjeként dolgozott. 1987-ben New Yorkban művészetszociológiát végzett. 1988-ban házasságot kötött Tábori Lászlóval. 1990 óta az ELTE BTK összehasonlító irodalomtudományi tanszékén adjunktus, docens.
Vizuális költészeti műveit New Yorkban, San Franciscóban, Rómában és Budapesten állította ki. Kortárs olasz és amerikai költőket fordított, kritikákat írt. Kutatási területe volt a romantika és az avantgárd.

## Színházi művei
A Színházi Adattárban regisztrált bemutatóinak száma: 5.
- Csontváry (A világhódító hun) (1982)
- Mayerlingi fondorlatok (1987, 1991)
- Álmodtam egy várost (1989, 1996)

## Művei
- Szélcsend (versek, 1977)
- Állókép (próza, 1978)
- Árkádiát tatarozzák (versek, 1979)
- Magánrecept (versciklus, 1982)
- T. Ház! = Átváltozások (dráma, 1987)
- Kémopera (dráma, 1988)
- A szabadság birodalma. Gyógyregény (regény, 1990)
- "Egy szép hologramhoz" (versek, 1994)
- Tiszták, hősök, szentek (dráma, 1999)
- Nietzsche Zarathustrája az ezredfordulón (2000)
- Krisztus és a nap (válogatott írások, Tábori Lászlóval, 2000)
- Asteroth Budapesten (versek, 2003)
- Az asszony napba öltözik (válogatott versek, 2005)
- Miö isemük. Tanulmányok a magyarok Istenéről; Napkút, Bp., 2008
- Kiss Irén–Tábori László: Napistenünk: Krisztus. Válogatott írások; Püski, Bp., 2008
- A feltámadt romantika. Romantika-tanulmányok; Ráció, Bp., 2008
- Kiss Irén–Tábori László: A torinói halotti lepel magyar szemmel; Püski, Bp., 2009
- Kiss Irén–Tábori László: Zarathustrától Jézusig. Vallástörténeti tanulmányok; Püski, Bp., 2010
- A Boldogasszony kertje. Versek; Hungarovox, Bp., 2013
- Bizonyító erejű szólásaink; Püski, Bp., 2015
- Kiss Irén–Tábori László: Isten magyar szemmel. Válogatott tanulmányok; Püski, Bp., 2016
- Angyalok könyve. Angyali versek és drámák; Püski, Bp., 2017

## Díjai, kitüntetései
- Móricz Zsigmond-ösztöndíj (1978)
- New School for Social Research (1988/1989)
- A Yeats Club Oklevele (1989)
- Költészeti Fesztivál Aranyérme (1990)
- A Magyar Érdemrend lovagkeresztje (2012)